# Egypten i olympiska sommarspelen 1928

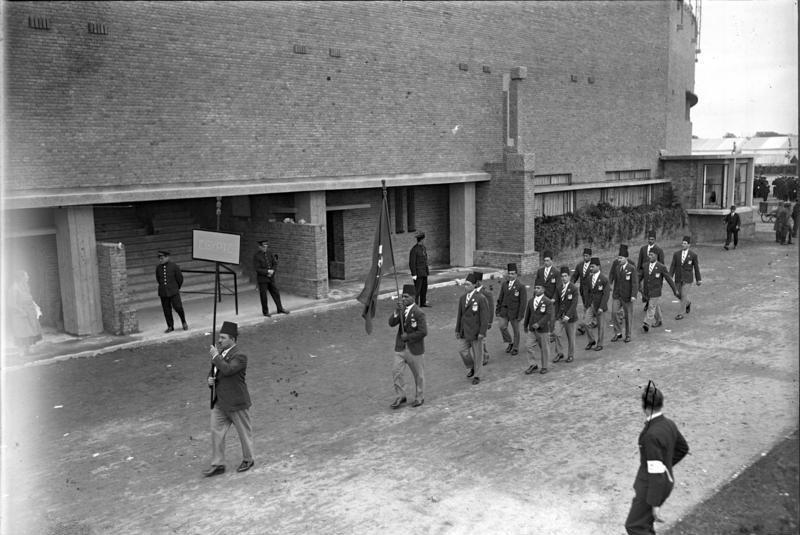
Den egyptiska truppen vid öppningen av spelen.

Egypten deltog i de olympiska sommarspelen 1928 med en trupp bestående av 32 deltagare, samtliga män, vilka deltog i 14 tävlingar i fem sporter. Egypten tog sina första olympiska medaljer, varav två guld och slutade på 17:e plats i medaljligan.

## Medaljer
| Medalj | Namn             | Gren          | Tävling                        |
| ------ | ---------------- | ------------- | ------------------------------ |
| 1      | Ibrahim Moustafa | Brottning     | Lätt tungvikt, grekisk-romersk |
| 1      | El Sayed Nosseir | Tyngdlyftning | 82,5 kg                        |
| 2      | Farid Simaika    | Simhopp       | Herrarnas höga hopp            |
| 3      | Farid Simaika    | Simhopp       | Herrarnas svikt                |

## Fotboll
- Laguppställning[2]:

Abdel Halim Hassan
Abdel Hamid Hamdi
Ahmed Salem
Ahmed Soliman
Ali El-Hassani
Ali Riadh
Gamil El-Zobair
Gaber El-Soury
Mahmoud Houda
Mohamed Ezz-el-Din Gamal
Moussa El-Ezam
Mohamed Ali Rostam
Mohamed Shemais
Sayed Abaza
Sayed Houda
Mokhtar El-Tetsh
- Första omgången:

|       | 28 maj | Turkiet | 1 – 7                | Egypten | Amsterdams Olympiastadion |               |
| 18:00 | 18:00  |         | (0 – 2) Matchrapport |         | Publik: 2 744             | Publik: 2 744 |
| 18:00 | 18:00  |         |                      |         | Publik: 2 744             | Publik: 2 744 |
| 18:00 | 18:00  |         |                      |         | Publik: 2 744             | Publik: 2 744 |

- Kvartsfinal:

|       | 4 juni | Portugal        | 1 – 2                | Egypten                            | Amsterdams Olympiastadion                    |                                              |
| 19:00 | 19:00  | Vitor Silva 76′ | (0 – 1) Matchrapport | Mokhtar El-Tetsh 15′ Ali Riadh 48′ | Publik: 3 448 Domare: Giovanni Mauro Italien | Publik: 3 448 Domare: Giovanni Mauro Italien |
| 19:00 | 19:00  |                 |                      |                                    | Publik: 3 448 Domare: Giovanni Mauro Italien | Publik: 3 448 Domare: Giovanni Mauro Italien |
| 19:00 | 19:00  |                 |                      |                                    | Publik: 3 448 Domare: Giovanni Mauro Italien | Publik: 3 448 Domare: Giovanni Mauro Italien |

- Semifinal:

|       | 6 juni | Argentina | 6 – 0                | Egypten | Amsterdams Olympiastadion |               |
| 19:00 | 19:00  |           | (3 – 0) Matchrapport |         | Publik: 7 887             | Publik: 7 887 |
| 19:00 | 19:00  |           |                      |         | Publik: 7 887             | Publik: 7 887 |
| 19:00 | 19:00  |           |                      |         | Publik: 7 887             | Publik: 7 887 |

- Bronsmatch:

|       | 9 juni | Italien | 11 – 3               | Egypten | Amsterdams Olympiastadion                   |                                             |
| 16:00 | 16:00  |         | (6 – 2) Matchrapport |         | Publik: 6 378 Domare: Jean Langenus Belgien | Publik: 6 378 Domare: Jean Langenus Belgien |
| 16:00 | 16:00  |         |                      |         | Publik: 6 378 Domare: Jean Langenus Belgien | Publik: 6 378 Domare: Jean Langenus Belgien |
| 16:00 | 16:00  |         |                      |         | Publik: 6 378 Domare: Jean Langenus Belgien | Publik: 6 378 Domare: Jean Langenus Belgien |

## Tyngdlyftning
Två tyngdlyftare tävlade för Egypten i sommarspelen 1928.
| Tävlande         | Viktklass | Press | Ryck  | Stöt  | Total | Placering |
| ---------------- | --------- | ----- | ----- | ----- | ----- | --------- |
| Hussein Moukhtar | 75 kg     | 90,0  | 92,5  | 120,0 | 302,5 | 7         |
| El Sayed Nosseir | 82,5 kg   | 100,0 | 102,5 | 142,5 | 355,0 | 1         |